# キム・スルギ (ボウリング)
キム・スルギ （김슬기/金知恵、Kim SeulKi、1989年10月6日 - ）は、韓国・ソウル市出身のプロボウラー。2009年プロ入り。KPBA2期生、ライセンスNo.64。166cm/53kg。血液型はB型。右投げ。2022年8月31日まで相模原パークレーンズ所属。現在はNon &Bee所属。JPBA52期生（2019年交付）、JPBAライセンスNo.579。用具契約はハイ・スポーツ。
『ボウリング革命 P★League』（以下Pリーグ）でのキャッチフレーズは「ファイティン!Kガール」。

## 経歴
Pリーグ出場選手唯一の外国人。初勝利は2回目の出場の第38戦。初優勝は名和秋と岸田有加と対戦した第42戦。2回目の優勝は西村美紀と安藤瞳と対戦した第49戦。第63戦1回戦で2つのPリーグ最高記録を更新する（最高スコアは「290」、
1ゲームにおける連続ストライク数は「11」）。
ボウリング部のある狎鴎亭洞高校に進学し、3年間選手として活躍。高校卒業と同時にKPBAプロテストに受験し、当時最年少で合格（KPBA女子2期生ライセンスNo64）。
2013年8月28日、相模原パークレーンズとの専属契約締結を発表。
2018年4月、静岡県のハラダ製茶株式会社と個人スポンサー契約を締結。 同年7月、STORM PRODUCTS. INCと株式会社ハイ・スポーツ社と用品契約を締結。
2019年5月、JPBAプロテストに合格。 52期生、ライセンスNo.579。同期合格者には同じ韓国人のキム・ソヒョンが居る。 6月に行われたJPBAプロデビュー戦となる下半期女子トーナメント出場優先順位決定戦は27位。28日から30日に掛けて初の韓国ツアーとなる『キム スルギプロがご案内する ソウル３日間の旅』がJTBと相模原パークレーンズ主催で開催された。
2022年8月31日をもって9年間所属していた相模原パークレーンズとの専属契約を円満に終了し、年内は日本でフリーのプロボウラーとして活動したのちに韓国へ帰国することが相模原パークレーンズのホームページで公表された。

## 主な成績

### 2010年
- 第18回 中国新聞杯広島オープンボウリングトーナメント 31位

### 2011年
- 第19回 中国新聞杯広島オープンボウリングトーナメント 29位
- U.S. Women's Open Bowling Championship (US女子オープン) 29位

### 2012年
- インターナショナル・ボウリング・チャンピオンシップ 14位

### 2013年
- 이츠대전오픈 20위 (2013Ⅰt'sDaejeon国際オープンボウリング大会 20位)

### 2014年
- 에보나이트컵 공동 9위 (2014エボナイトカップSBSプロボウリング大会 共同9位)
- 16th SAMHO KOREA CUP INTERNATIONAL BOWLING TOURNAMENT 33位タイ
- 第22回 中国新聞杯広島オープンボウリングトーナメント 13位

### 2015年
- 로드필드. 아마존수족관컵 27위 (2015ロードフィールド･アマゾンアクアリウムカップ 27位)
- 第1回 DoLeague！2015 決勝トーナメント1回戦敗退
- 第18回 北海道プロアマオープンボウリングトーナメント 89位

### 2016年
- 군산.로드필드컵 16위 (2016群山ロードフィールドカップSBSプロボウリング大会 16位)
- 第19回 北海道プロアマオープンボウリングトーナメント 31位
- 第2回 DoLeague！2016 優勝
- 第24回 中国新聞杯広島オープンボウリングトーナメント 20位

### 2017年
- 第1回 日韓親善プロアマオープントーナメント
- 2017韓国プロボウラー選手協議会長杯ドリームツアーinKOREA 9位
- 第2回 日韓親善プロアマオープントーナメント 4位
- サラワク・インターナショナルオープンinMalaysia 53位
- 第3回 DoLeague！2017 決勝トーナメント1回戦敗退
- 東名ボール45周年記念ELGARCUP（エルガーカップ） 10位
- 第20回 北海道プロアマオープンボウリングトーナメント 5位タイ

### 2018年
- 第3回 日韓親善プロアマオープントーナメント 5位
- PBA JAPAN REGIONAL TOUR2017/2018 アイキョーホームカップPBAウイメンズウルフオープン 9位
- PBA JAPAN REGIONAL TOUR2017/2018 アイキョーホームカップPBAウルフオープン 34位
- SARAWAK INTERNATIONAL OPEN TENPIN BOWLING  CHAMPIONSHIPS 2018inMalaysia ~OPEN MASTERS QUALIFING~ 57位
- 50th Singapore International Open 2018 ~Women's Open~ 予選敗退
- 第4回 日韓親善プロアマオープントーナメント 6位
- 第4回 DoLeague！2018 決勝トーナメント準決勝敗退
- 日本･韓国･台湾 アジアろうあ者親睦交流会 ~2018 Asia Deaf Bowling Tournament~ 6位
- 第41回STORMジャパンオープンボウリング選手権 クイーンズ準決勝 25位

### 2019年
- 2019年度 下半期女子トーナメント出場優先順位決定戦 27位
- 第35回六甲クイーンズオープントーナメント 予選56位
- 中日杯 2019 東海オープンボウリングトーナメント 予選39位
- スカイAカップ 2019プロボウリングレディース新人戦 28位
- チャリティオープンボウリングトーナメント 第14回 MKチャリティカップ 女子総合15位
- 第5回 DoLeague！2019 決勝トーナメント準々決勝敗退
- 第5回 DoLeague！2019 グランドチャンピオン大会 優勝
- 第2回 TOMEI BOWL エルガーカップ　予選敗退 49位
- コカ・コーラカップ 2019千葉オープン女子ボウリングトーナメント 総合順位 33位
- 第４２回STORMジャパンオープンボウリング選手権 予選敗退 115位
- 第42回 JLBCクイーンズオープン プリンスカップ 予選32位
- 「HANDACUP」・第51回全日本女子プロボウリング選手権大会 予選41位

### 2020年
- スカイAカップ 2020プロボウリングレディース新人戦 8位入賞
- 第36回六甲クイーンズオープントーナメント 予選80位
- ROKKO QUEEN's Encore！CRYSTAL CUP
- 第1回 大岡産業レディースオープントーナメント 41位
- APA PRESENTS KING'S ＆ QUEEN'S プロボウラーズトーナメント 女子 25位
- スカイAカップ 第41回関西オープン[女子]ボウリングトーナメント 19位
- 「HANDACUP」・第52回全日本女子プロボウリング選手権大会 予選51位

### 2021年
- 「グリコセブンティーンアイス杯」 第8回プロアマボウリングトーナメント 総合順位51位
- 2021下半期 女子出場優先順位決定戦 総合順位56位
- スカイAカップ 2021プロボウリングレディース新人戦 18位入賞
- APA PRESENTS KING'S ＆ QUEEN'S プロボウラーズトーナメント 女子 19位
- 「HANDACUP」・第52回全日本女子プロボウリング選手権大会 予選70位

### 2022年
- スカイＡカップ2022プロボウリングレディース新人戦 15位

## Pリーグでの成績
- 第42戦 優勝
- 第47戦（第2シーズン第2戦） 優勝
- 第54戦（第4シーズン第3戦） 準優勝
- 第62戦（第7シーズン第2戦） 準優勝
- 第7シーズンチャンピオン決定戦 第3位
- 第69戦（第9シーズン第3戦） 準優勝
- 第9シーズンチャンピオン決定戦 第2位
- 第72戦（第10シーズン第3戦） 優勝
- 第75戦（第11シーズン第3戦） 準優勝
- 第79戦（第13シーズン第1戦） 3位